# Thụy Điển tại Thế vận hội Mùa hè 1896
Một thí sinh từ Thụy Điển hiện diện tại Thế vận hội Mùa hè 1896. Anh ta dự giải điền kinh và thể dục dụng cụ, với 5 lượt thi đấu. Thụy Điển là một trong số bốn quốc gia không giành được huy chương: ba nước kia là Ý, Chile và Bungary.

## Điền kinh
| Nội dung | Hạng | Vận động viên  | Vòng loại  | Chung kết |
| -------- | ---- | -------------- | ---------- | --------- |
|          |      |                |            |           |
| 100 m    | –    | Henrik Sjöberg | Không biết | Bị loại   |
|          |      |                |            |           |

| Nội dung | Hạng | Vận động viên  | Khoảng cách xa nhất |
| -------- | ---- | -------------- | ------------------- |
|          |      |                |                     |
| Nhảy xa  | –    | Henrik Sjöberg | Không biết          |
|          |      |                |                     |
| Nhảy cao | 4    | Henrik Sjöberg | 1,60 m              |
|          |      |                |                     |
| Ném đĩa  | –    | Henrik Sjöberg | Không biết          |
|          |      |                |                     |

## Thể dục dụng cụ
| Nội dung | Hạng | Vận động viên  |
| -------- | ---- | -------------- |
|          |      |                |
| Ngựa gỗ  | –    | Henrik Sjöberg |
|          |      |                |